# Partidul Republican (Statele Unite ale Americii)
Partidul Republican, conform originalului din limba engleză, [The] Republican Party, este, alături de Partidul Democrat, unul dintre cele en  două partide politice importante din Statele Unite ale Americii. Fondat de activiști ai mișcării anti-sclavie în 1854, Partidul republican este adesea numit Grand Old Party ori GOP, în ciuda faptului că a apărut pe scena politică a Statelor Unite mai târziu decât Partidul Democrat. Platforma politică a partidului este în general considerată a fi de centru dreapta în spectrul politic american.
Partidul Republican este partidul american având cel de-al doilea număr de votanți înregistrați din Statele Unite, contând în anul 2004 cu circa 55 de milioane votanți activi, ceea ce reprezintă aproximativ o treime din electorat. Diferite sondaje de opinie, efectuate de-a lungul ultimilor doi ani, au relevat că între 20% până la 34% din americani se identifică ca fiind republicani.
De-a lungul istoriei Statelor Unite au existat douăzeci președinți republicani, comparativ cu cincisprezece democrați, patru Whig și patru democrați-republicani, respectiv George Washington, neafiliat vreunei mișcări politice. Întucât ultimele două partide politice, partidul Democrat-Republican și Whig nu mai există pe scena politică americană, "competiția" dintre partidele care pot avea cei mai mulți președinți este relativ închisă. Actualmente, republicanii au o majoritate în ambele camere ale Congresului (Senatul și Camera Reprezentanților), respectiv dețin o majoritate de guverne statale, controlând o majoritate de legislaturi statale.

## Doctrină
Doctrina partidului îmbină conservatorismul economic și fiscal, promovând ideea guvernelor federale reduse, susține puterea mărită a statelor constituente versus cea federală și sprijină economia de piață, care trebuie să se autoregleze prin mecanismele economiei de piață. Partidul Republican este un partid de dreapta, care susține procesele democratice și intervenția minimă a guvernului federal în societatea americană. Simbolul acestui partid e elefantul.

## Președinți ai SUA, membri ai Partidului Republican

Abraham Lincoln primul președinte republican

Din Partidul Republican au provenit cei mai mulți președinți ai Statelor Unite ale Americii, Douăzeci. În ordine cronologică, aceștia au fost:
| #  | Nume                 | Portret    | Stat          | Început de Mandat  | Sfârșit de Mandat  |
| -- | -------------------- | ---------- | ------------- | ------------------ | ------------------ |
| 16 | Abraham Lincoln      |            | Illinois      | 4 martie 1861      | 15 aprilie 1865    |
| 18 | Ulysses S. Grant     |            | Illinois      | 4 martie 1869      | 4 martie 1877      |
| 19 | Rutherford B. Hayes  |            | Ohio          | 4 martie 1877      | 4 martie 1881      |
| 20 | James A. Garfield    |            | Ohio          | 4 martie 1881      | 19 septembrie 1881 |
| 21 | Chester A. Arthur    |            | New York      | 19 septembrie 1881 | 4 martie 1885      |
| 23 | Benjamin Harrison    |            | Indiana       | 4 martie 1889      | 4 martie 1893      |
| 25 | William McKinley     |            | Ohio          | 4 martie 1897      | 14 septembrie 1901 |
| 26 | Theodore Roosevelt   |            | New York      | 14 septembrie 1901 | 4 martie 1909      |
| 27 | William H. Taft      |            | Ohio          | 4 martie 1909      | 4 martie 1913      |
| 29 | Warren G. Harding    |            | Ohio          | 4 martie 1921      | 2 august 1923      |
| 30 | Calvin Coolidge      |            | Massachusetts | 2 august 1923      | 4 martie 1929      |
| 31 | Herbert Hoover       |            | California    | 4 martie 1929      | 4 martie 1933      |
| 34 | Dwight D. Eisenhower |            | New York      | 20 ianuarie 1953   | 20 ianuarie 1961   |
| 37 | Richard Nixon        |            | California    | 20 ianuarie 1969   | 9 august 1974      |
| 38 | Gerald Ford          |            | Michigan      | 9 august 1974      | 20 ianuarie 1977   |
| 40 | Ronald Reagan        |            | California    | 20 ianuarie 1981   | 20 ianuarie 1989   |
| 41 | George H. W. Bush    |            | Texas         | 20 ianuarie 1989   | 20 ianuarie 1993   |
| 43 | George W. Bush       |            | Texas         | 20 ianuarie 2001   | 20 ianuarie 2009   |
| 45 | Donald Trump         |            | New York      | 20 ianuarie 2017   | 20 ianuarie 2021   |
| 47 | Donald Trump         | fara cadru | Florida       | 20 ianuarie 2025   | prezent            |

## Filiale ale Partidului Republican în state și teritorii
| - Alabama - Partidul Republican - Alaska - Partidul Republican Arhivat în 25 mai 2008, la Wayback Machine. - Arizona - Partidul Republican - Arkansas - Partidul Republican - California - Partidul Republican - Colorado - Partidul Republican - Connecticut - Partidul Republican - Delaware - Partidul Republican - Florida - Partidul Republican - Georgia - Partidul Republican - Hawaii - Partidul Republican Arhivat în 3 aprilie 2019, la Wayback Machine. - Idaho - Partidul Republican - Illinois - Partidul Republican - Indiana - Partidul Republican Arhivat în 6 aprilie 2010, la Wayback Machine. - Iowa - Partidul Republican - Kansas - Partidul Republican Arhivat în 4 august 2009, la Wayback Machine. - Kentucky - Partidul Republican - Louisiana - Partidul Republican - Maine - Partidul Republican - Maryland - Partidul Republican - Massachusetts - Partidul Republican - Michigan - Partidul Republican Arhivat în 20 august 2010, la Wayback Machine. - Minnesota - Partidul Republican - Mississippi - Partidul Republican - Missouri - Partidul Republican - Montana - Partidul Republican - Nebraska - Partidul Republican Arhivat în 15 martie 2011, la Wayback Machine. - Nevada - Partidul Republican - New Hampshire - Partidul Republican [nefuncțională – arhivă] - New Jersey - Partidul Republican | - New Mexico - Partidul Republican - New York - Partidul Republican Arhivat în 31 martie 2010, la Wayback Machine. - North Carolina - Partidul Republican Arhivat în 18 ianuarie 2010, la Wayback Machine. - North Dakota - Partidul Republican - Ohio - Partidul Republican - Oklahoma - Partidul Republican - Oregon - Partidul Republican Arhivat în 23 iulie 2008, la Wayback Machine. - Pennsylvania - Partidul Republican - Rhode Island- Partidul Republican Arhivat în 23 iulie 2001, la Wayback Machine. - South Carolina - Partidul Republican - South Dakota - Partidul Republican Arhivat în 25 martie 2010, la Wayback Machine. - Tennessee - Partidul Republican - Texas - Partidul Republican - Utah - Partidul Republican - Vermont - Partidul Republican - Virginia - Partidul Republican Arhivat în 7 august 2002, la Biblioteca Congresului - Washington - Partidul Republican - West Virginia - Partidul Republican - Wisconsin - Partidul Republican - Wyoming - Partidul Republican - Districtul Columbia - Partidul Republican - Puerto Rico - Partidul Republican Arhivat în 30 iulie 2008, la Wayback Machine. - Insulele Virgine - Partidul Republican Arhivat în 11 mai 2011, la Wayback Machine. - Guam - Partidul Republican - Insulele Mariane Nordice - Samoa Americană - Partidul Republican |